# SNACKTIME
SNACKTIME — американський музичний гурт із Філадельфії, штат Пенсильванія, заснований у серпні 2020 року.
Під час розпалу пандемії COVID-19 гурт почав давати безкоштовні концерти на площі Ріттенгаус у Філадельфії.
Музика гурту була класифікована як соул, фанк, панк, джаз, хіп-хоп, R&B.

## Історія
Після пандемії гурт почав давати концерти на більш традиційних майданчиках, таких як філадельфійський Brooklyn Bowl і Theatre of Living Arts.
Гурт курував місцеві фестивалі та гастрономічні заходи з шеф-кухарями, зокрема Майклом Соломоновим — Захавом (Michael Solomonov — Zahav), Марком Ветрі (Marc Vetri), Майклом Феррері (Michael Ferreri) та Хосе Гарсесом (Jose Garces).
Гурт виступав на заходах Philadelphia 76ers, Phillies і Philadelphia Union.
Гурт був представлений на великих музичних фестивалях, таких як «Life Is Beautiful», «Sea.Hear.Now», «Sound on Sound Fest», «Firefly», «Peach Fest», «Xponential Festival», «Adult Swim Festival».
Snacktime виконав 6-годинний сет на вечірці з нагоди 40-річчя Еріка Андре (Eric Andre) в Knockdown Center.
Гурт Snacktime грав на розігріві в гурту Portugal. The Man у турі по США.
Гурт нещодавно завершив запис матеріалів для свого студійного релізу, записаного продюсером Віллом Іпом (Will Yip), який був номінований на премію Греммі (Lauryn Hill, Turnstile, Bartees Strange). 12-дюймовий сингл був випущений 1 лютого 2024 року.

## Учасники гурту
- Йессе Фураха-Алі (Yesseh Furaha-Ali) — вокал, альт-саксофон, перкусія
- Сем Геллерстайн (Sam Gellerstein) — сузафон
- Остін Марлоу (Austin Marlow) — барабани
- Ларрі Монро молодший (Larry Monroe Jr.) — гітара
- Ерік Шерман (Eric Sherman) — труба, гітара
- Майкл Спірмен (Michael Spearman) — тромбон, клавішні
- Бен Стокер (Ben Stocker) — саксофон тенор